# Saison 1960-1961 de la LNH
Saison précédente Saison suivante
La saison 1960-1961 est la 44e saison de la Ligue nationale de hockey. Six équipes ont joué chacune 70 matchs.

## Saison régulière

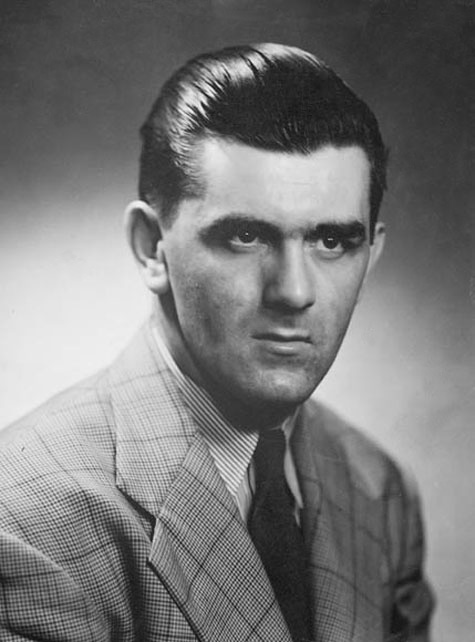
Portrait de Maurice Richard.

Le 15 septembre 1960, Maurice Richard annonce qu'il met fin à sa carrière de joueur. Il arrête ainsi une carrière de 544 buts en saison régulière et 82 buts au cours des séries éliminatoires. Il est, au début de cette saison, le seul joueur à avoir marqué 50 buts en 50 matchs de saison régulière.
Au cours de cette saison, il semble que deux joueurs soient proches d'atteindre la fameuse barre : Frank Mahovlich de Toronto et Bernard Geoffrion de Montréal. Seul ce dernier arrive à la fin de la saison aux 50 buts, en 64 matchs joués cependant, et termine meilleur pointeur de la ligue (avec 45 passes décisives). Mahovlich quant à lui échoue à 48 buts.

### Classement final
Les quatre premières équipes sont qualifiées pour les séries éliminatoires.
| Clt   | Équipe                 | PJ | V  | D  | N  | BP  | BC  | Pts |
| ----- | ---------------------- | -- | -- | -- | -- | --- | --- | --- |
| +001, | Canadiens de Montréal  | 70 | 41 | 19 | 10 | 254 | 188 | 92  |
| +002, | Maple Leafs de Toronto | 70 | 39 | 19 | 12 | 234 | 176 | 90  |
| +003, | Black Hawks de Chicago | 70 | 29 | 24 | 17 | 198 | 180 | 75  |
| +004, | Red Wings de Détroit   | 70 | 25 | 29 | 16 | 195 | 215 | 66  |
| +005, | Rangers de New York    | 70 | 22 | 38 | 10 | 204 | 248 | 54  |
| +006, | Bruins de Boston       | 70 | 15 | 42 | 13 | 176 | 254 | 43  |

- Vainqueur du trophée Prince de Galles
- Qualifié pour les séries éliminatoires

### Meilleurs pointeurs
| Joueur            | Équipe   | PJ | B  | A  | Pts | Pun |
| ----------------- | -------- | -- | -- | -- | --- | --- |
| Bernard Geoffrion | Montréal | 64 | 50 | 45 | 95  | 29  |
| Jean Béliveau     | Montréal | 69 | 32 | 58 | 90  | 57  |
| Frank Mahovlich   | Toronto  | 70 | 48 | 36 | 84  | 131 |
| Andy Bathgate     | New York | 70 | 29 | 48 | 77  | 22  |
| Gordie Howe       | Détroit  | 64 | 23 | 49 | 72  | 30  |

## Séries éliminatoires de la Coupe Stanley

### Arbre de qualification
|  | Demi-finales                             | Demi-finales                             |         |   | Finale de la Coupe Stanley    | Finale de la Coupe Stanley    |
|  | Demi-finales                             | Demi-finales                             |         |   | Finale de la Coupe Stanley    | Finale de la Coupe Stanley    |
|  |                                          |                                          |         |   |                               |                               |
|  | 21, 23, 26, 28 mars, 1er et 4 avril 1961 | 21, 23, 26, 28 mars, 1er et 4 avril 1961 |         |   | 6, 8, 12, 14 et 16 avril 1961 | 6, 8, 12, 14 et 16 avril 1961 |
|  | 21, 23, 26, 28 mars, 1er et 4 avril 1961 | 21, 23, 26, 28 mars, 1er et 4 avril 1961 |         |   | 6, 8, 12, 14 et 16 avril 1961 | 6, 8, 12, 14 et 16 avril 1961 |
|  | Chicago                                  | 4                                        |         |   | 6, 8, 12, 14 et 16 avril 1961 | 6, 8, 12, 14 et 16 avril 1961 |
|  | Chicago                                  | 4                                        |         |   | 6, 8, 12, 14 et 16 avril 1961 | 6, 8, 12, 14 et 16 avril 1961 |
|  | Montréal                                 | 2                                        |         |   | 6, 8, 12, 14 et 16 avril 1961 | 6, 8, 12, 14 et 16 avril 1961 |
|  | Montréal                                 | 2                                        | Chicago | 4 |                               |                               |
|  | 22, 25, 26, 28 mars et 1er avril 1961    |                                          | Chicago | 4 |                               |                               |
|  |                                          | Détroit                                  | 2       |   |                               |                               |
|  | Détroit                                  | Détroit                                  | 2       | 4 |                               |                               |
|  | Détroit                                  |                                          |         | 4 |                               |                               |
|  | Toronto                                  | 1                                        |         |   |                               |                               |
|  | Toronto                                  | 1                                        |         |   |                               |                               |

### Finale
Pour la première fois depuis la saison 1949-1950, deux franchises basées aux États-Unis se disputent la Coupe Stanley : les Black Hawks de Chicago et les Red Wings de Détroit. Ces derniers ne peuvent empêcher les Black Hawks de remporter leur première finale depuis 1938 (victoire 4 matchs à 2).

## Honneurs remis aux joueurs et équipes

### Trophées
| Trophée              | Joueur            | Équipe                 |
| -------------------- | ----------------- | ---------------------- |
| Trophée Calder       | Dave Keon         | Maple Leafs de Toronto |
| Trophée Art-Ross     | Bernard Geoffrion | Canadiens de Montréal  |
| Trophée Hart         | Bernard Geoffrion | Canadiens de Montréal  |
| Trophée James-Norris | Doug Harvey       | Canadiens de Montréal  |
| Trophée Lady Byng    | Red Kelly         | Maple Leafs de Toronto |
| Trophée Vézina       | Johnny Bower      | Maple Leafs de Toronto |

| Trophée                  | Équipe                 |
| ------------------------ | ---------------------- |
| Trophée Prince de Galles | Canadiens de Montréal  |
| Coupe Stanley            | Black Hawks de Chicago |

### Équipes d'étoiles
| Position       | Première équipe   | Première équipe        | Deuxième équipe | Deuxième équipe        |
| Position       | Joueur            | Équipe                 | Joueur          | Équipe                 |
| -------------- | ----------------- | ---------------------- | --------------- | ---------------------- |
| Gardien de but | Johnny Bower      | Maple Leafs de Toronto | Glenn Hall      | Black Hawks de Chicago |
| Défenseur      | Doug Harvey       | Canadiens de Montréal  | Pierre Pilote   | Black Hawks de Chicago |
| Défenseur      | Marcel Pronovost  | Red Wings de Détroit   | Allan Stanley   | Maple Leafs de Toronto |
| Ailier gauche  | Frank Mahovlich   | Maple Leafs de Toronto | Dickie Moore    | Canadiens de Montréal  |
| Centre         | Jean Béliveau     | Canadiens de Montréal  | Henri Richard   | Canadiens de Montréal  |
| Ailier droit   | Bernard Geoffrion | Canadiens de Montréal  | Gordie Howe     | Red Wings de Détroit   |